# Нкі (національний парк)
Національний парк Нкі ( Parc national de Nki, також Réserve de Nki ) — національний парк на південному сході Камеруну, розташований у його Східній провінції. Через віддаленість Нкі називають «останньою справжньою дикою пусткою». Площа парку становить 3 093 км2. Він має велику та різноманітну екосистему та є домом для понад 265 видів птахів. Щільність слонів у 1980 становило приблизно 2,5 на квадратний кілометр. Сьогодні ці тварини є жертвами браконьєрства, яке стало серйозною проблемою після економічної депресії 1980-х років. З іншого боку, ліквідація лісозаготівельної промисловості з парку мала успіх.

## Історія
Всесвітній фонд дикої природи займається збереженням парку з 1980-х років.
Камерунська влада боролася з браконьєрством в Нкі, застосовуючи репресивні заходи до корінного населення. Прикладом цього був січень 1997 року, коли Бакасів вигнали з дому біля Мамбеле . Ці дії налаштували пігмеїв проти WWF, який вони вважали «організацією білих, які хочуть захистити тварин». Щороку браконьєри подорожують вгору по річці Джа до центральної частини Нкі, де багато слонової кістки. Сильна течія на річці є стримуючим фактором протягом половини року, але після цього, за словами позаштатного журналіста Джеміні Пандя, фауна стає легкою здобиччю для браконьєрів.
Тим не менш, коли Пандя з WWF відвідала Національний парк Нкі на початку 1990-х років, вона описала його як «останню справжню дику землю». У 1995 році парк був названий основною охоронною зоною, що стало його першим офіційним статусом. Він не був офіційно створений як національний парк, поки 17 жовтня 2005 року уряд Камеруну не видав декрет про створення національних парків Бумба-Бек і Нкі.  Ця подія не обійшлася без спротиву з боку пігмеїв Бака, які постійно просили зменшити межі парку та вимагали вищих прав користування.
Зараз Камерун і Габон працюють над проектом TRIDOM, природоохоронною ініціативою, що веде до розробки плану землеустрою, який контролюватиме доступ до лісів і їх використання. Це створить тринаціональну «міжзону», яка межуватиме з національними парками Мінкебе, Бумба-Бек, Нкі, Одзала та заповідником Джа. Цей проект є частиною природоохоронного руху до зонування та призначення нових охоронних територій.

## Демографія
За визначенням Всесвітнього фонду дикої природи на території навколо парку проживає 22 882 людини, переважно етнічні банту і, незважаючи на те, що вони названі меншиною в конституції Камеруну від 18 січня 1996 року, пігмеї бака. До них відносяться племена Джем, Бангандо, Баквеле і Зіме. Щільність населення регіону становить близько п'яти осіб на квадратний кілометр. Села навколо парку здебільшого однорідні, оскільки тут мало немісцевих жителів, більшість із яких працюють державними службовцями чи торговцями. 

## Біорізноманіття

### Флора
Як і в Бумба-Бек на північному сході, основний тип лісу – напіввічнозелений з відкритим пологом, де переважає триплохітон заввишки 50–60 метрів, хоча він змішаний з великими ділянками закритих вічнозелених рослин. Уздовж річки Джа є також деякі сезонно затоплені дерева Уапака. 

### Тваринний світ

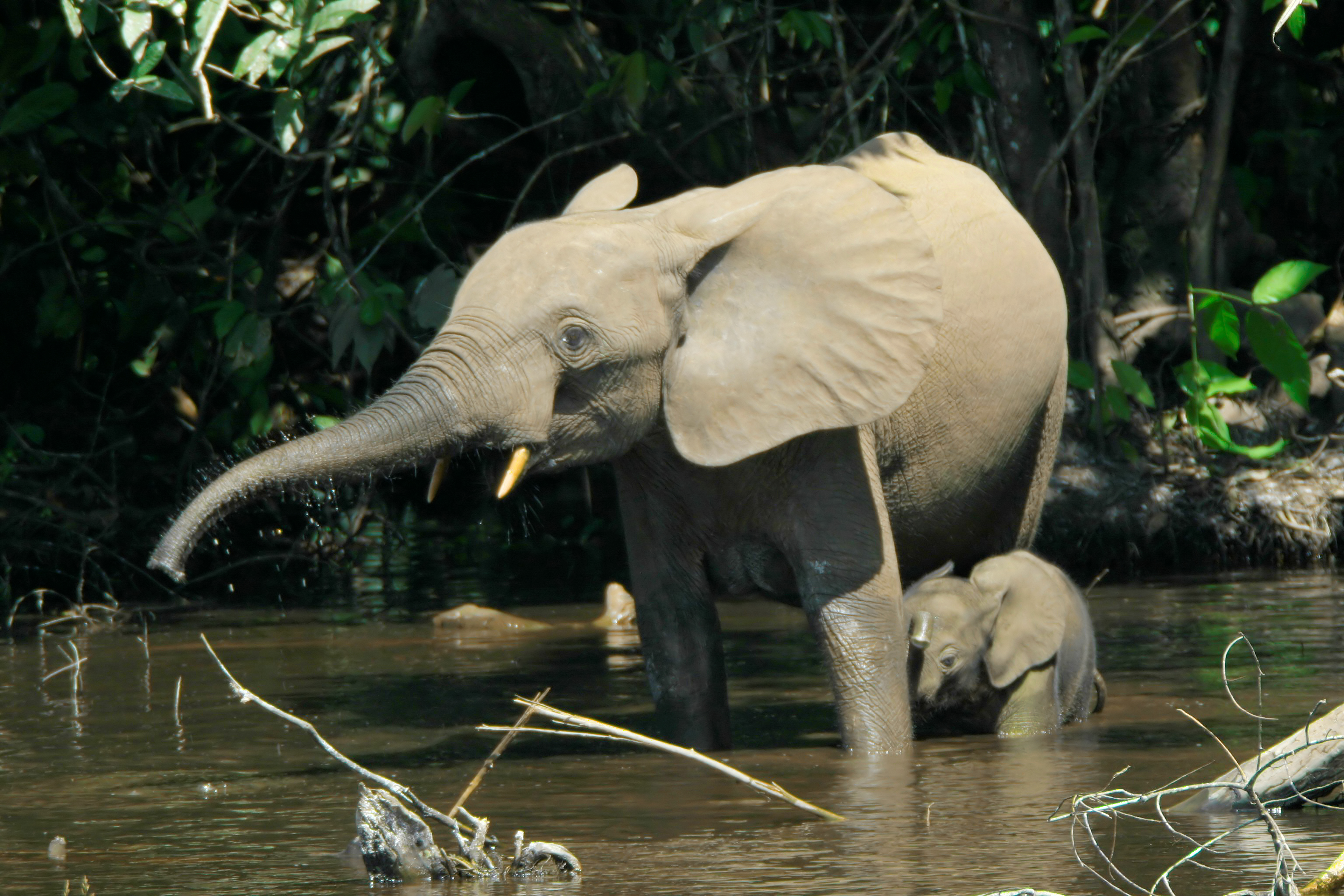
Станом на 2006 рік у національному парку Нкі проживало близько 3000 африканських лісових слонів.

Nki, згідно з Environmental News Service, «охоплює групу біорізноманітних рослин і тварин». Це було підтверджено різними дослідженнями протягом багатьох років.  Сітатунга,  шимпанзе, лісові антилопи (переважно дуйкери  ), бушбаки, гігантські лісові свині, чагарникові свині, леопарди,  нільські крокодили та бонго зустрічаються в Національному парку Нкі. 
Ліси Камеруну ще до недавно містили одну з найвищих щільностей популяції лісових слонів серед усіх націй, і Nki нічим не відрізняється,  з щільністю слонів приблизно 2,5 на квадратний кілометр для Boumba Bek і Nki разом узятих.  Населення невпинно зростало, з 1547 у 1998 році до 3000 у 2006 році. Але масштабна хвиля браконьєрства, спричинена зростанням китайського ринку слонової кістки, що прокотилась Африкою не обійшла і Камерун. В країні лише за кілька років були знищені майже всі слони. У 2020 році WWF повідомив, що в усьому Камеруні залишилося лише 400 лісових слонів. Повідомляється, що горил також багато; за оцінками, у Нкі проживає 6000 дорослих горил.  Парк також є домом для денних приматів, таких як чубата мавпа, що знаходить під загрозою зникнення, мавпа Де Бразза та чорний колобус, які, як повідомляється, живуть лише на схід від річки Джа. Також тут численні чорно-білі колобуси. 
20-денне дослідження, проведене BirdLife International, виявило 265 видів птахів у парку. 
1. 1 2 3 4 5 6  Ngea, Peter. Wildlife Sanctuary Found in Nki National Park. Field Trip Earth. North Carolina Zoological Society. Архів оригіналу за 15 лютого 2012. Процитовано 29 серпня 2008.
2. ↑  A place in the Congo River Basin forests. World Wildlife Fund. 26 травня 2006. Архів оригіналу за 15 квітня 2008. Процитовано 1 вересня 2008.
3. 1 2 3 4 5 6  Ndameu, Benoit (July 2001). Case Study 7: Cameroon-Boumba Bek (PDF). Forest Peoples Programme. Moreton-in-Marsh. Архів оригіналу (PDF) за 23 липня 2008.
4. 1 2 3 4 5  Cameroon's Two New National Parks Shelter Forests, Wildlife. Environment News Service. 17 жовтня 2005. Процитовано 28 серпня 2008.
5. ↑  From the Congo Basin (Letter to the Editor). World Watch. Goliath Business Knowledge On Demand. 1 січня 2005. Процитовано 2 вересня 2008.
6. 1 2 3 4 5  Three National Parks of Southeast Cameroon (Microsoft Word). World Wildlife Fund. Процитовано 28 серпня 2008.
7. 1 2  Nki (Important Birds Areas of Cameroon). BirdLife International. Процитовано 1 вересня 2008.